# دیو باتیستا
دیوید مایکل باتیستا جونیور (انگلیسی: David Michael Bautista Jr.؛ زادهٔ ۱۸ ژانویه ۱۹۶۹) بازیگر و کشتی‌گیر حرفه‌ای سابق آمریکایی است. او از سال ۲۰۰۲ تا ۲۰۱۰ و سال ۲۰۱۴ و یک دوره نهایی در سال ۲۰۱۹ در دبلیودبلیوئی حضور داشت. باتیستا در سال ۲۰۱۹ در آخرین مسابقهٔ دوران حرفه‌ای خود با تریپل اچ شرکت کرده و سپس بازنشستگی خود را اعلام نمود. وی دو بار قهرمانی رویال رامبل در سال ۲۰۰۵ و ۲۰۱۴ میلادی، شش بار قهرمانی جهان، چهار بار قهرمانی تیمی به همراه ری میستریو، ریک فلر (دو بار) و جان سینا و یک بار قهرمانی کمربند OVW را در کارنامه خود دارد.

## اوایل زندگی
دیوید مایکل باتیستا جونیور در ۱۸ ژانویه ۱۹۶۹ در واشینگتن، دی.سی. به دنیا آمد. پدرش دیوید مایکل باتیستا، آرایشگر مو بود. مادرش دونا ری، تبار یونانی دارد، در حالی که پدرش از مهاجران فیلیپینی متولد شده است. پدربزرگ پدری او در ارتش فیلیپین مشغول به خدمت بود، به‌عنوان راننده تاکسی و پیرایشگر کار می‌کرد و مشاغل دیگری برای تأمین نیاز خانواده داشت. مادر باتیستا بعداً دست به آشکارسازی زد و خود را لزبین معرفی کرد. باتیستا گفته که در فقر زندگی کرده و زندگی دشواری داشته است و از سنین پایین در معرض جرائم خشونت‌آمیز بوده است. پیش از رسیدن به نه سالگی، دو جسد در فضای باز جلوی خانهٔ و یک جسد دیگر در نزدیکی او پیدا شده بود. او در سن ۱۳ سالگی شروع به سرقت اتومبیل کرده بود. او تا ۱۷ سالگی از والدینش جدا شده بود و به تنهایی زندگی کرد. با این حال، باتیستا بعداً گفت: «به پدر و مادرم افتخار می‌کنم. آنها مردمانی خوب، صادق و سخت‌کوش هستند. آنها ارزش‌های سخت کار کردن را به من آموختند.»
باتیستا به‌عنوان بانسر کلوپ شبانه مشغول به کار بود. در جریان یک درگیری که منجر به مجروح شدن دو نفر از مشتریان شد که یکی از آن‌ها بیهوش گردید، او دستگیر شد. پس از محاکمه به یک سال تعلیق مراقبتی محکوم شد. او پیش از اینکه تصمیم بگیرد کار بدن‌سازی را دنبال کند، به عنوان نجات غریق کار می‌کرد. او بدن‌سازی را عامل نجات جان خود می‌داند. در ۳۰ سالگی، پس از فروپاشی از شرم ناشی از اینکه مجبور بود از همکار خود بخواهد به او پول قرض دهد تا بتواند برای فرزندانش هدایای کریسمس بخرد، متوجه شد که کار در کشتی حرفه‌ای چقدر می‌تواند سودآور باشد و تصمیم گرفت این ورزش را دنبال کند.

## کشتی حرفه‌ای

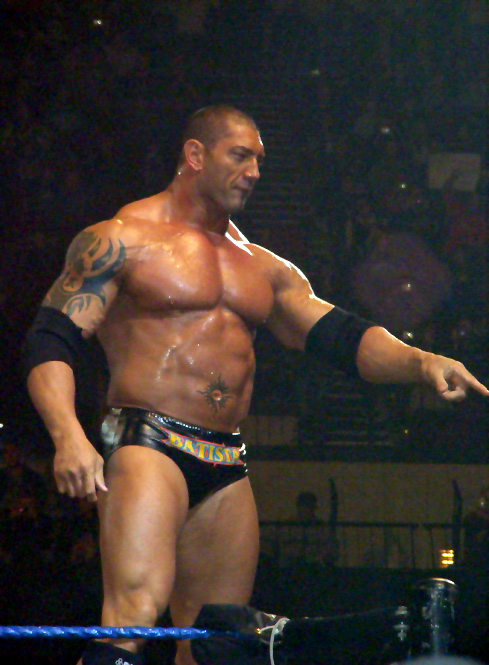
باتیستا در نمایش خانه ECW ژوئن سال ۲۰۰۸

در ۱۱ ژوئیه سال ۱۹۹۹، ادی گیلبرگ یک مسابقه با باتیستا ترتیب داد. پیش از مسابقه دادن در صحنه، باتیستا گیلبرگ را که در رختکن بود زد و او را مصدوم کرد. در نتیجه گیلبرگ نتوانست مسابقه دهد و بازی به سود باتیستا به پایان رسید. باتیستا در باشگاه WXW کار می‌کرد که سرپرست باشگاه، شخصی به نام وایلد ساموآن آلفا بود که مربیگری باتیستا را به عهده داشت. سرانجام باتیستا در اکتبر سال ۱۹۹۹ اسم خودش را خان گذاشت. او اولین مسابقه خود را در WXW با نام خان در ۳۰ اکتبر سال ۱۹۹۹ انجام داد که ساوث تاون جو را برد. در فوریه سال ۲۰۰۰ باتیستا با لیگ WWF قراردادی امضا کرد. اما این قرارداد خیلی طول نکشید؛ زیرا در WWF به باتیستا میدان نمی‌دادند. به همین خاطر او در تابستان سال ۲۰۰۰ به باشگاه اوهایو ولی رفت و نام خود را لویاتان گذاشت و در گروه شاگردان سین عضو شد. در ۱۳ دسامبر سال ۲۰۰۰ وی از دست یکی از فوق‌ستاره‌های WWE به نام کین، عصبانی شد و در مسابقه‌ای به نام دارک مچ با او مبارزه کرد که شکست خورد. در ۲۴ اکتبر سال ۲۰۰۱ لویاتان در OVW Show توانست وال وینیس را شکست دهد.
لویاتان در ۲۸ نوامبر سال ۲۰۰۱ یک مسابقه در شهر جفرسون با "The Machine "Doug Basham انجام داد که پیروز شد و قهرمان جدید کمربند OVW سنگین‌وزن شد. لویاتان در ۱۶ ژوئن ۲۰۰۲ از کمربند خود در مقابل D"LO Brown دفاع کرد و برون را شکست داد. وی در ۲ مارس سال ۲۰۰۲ در ایندیاناپلیس توانست یک مسابقه بتل رویال را به سود خود به پایان ببرد. در ۹ مه سال ۲۰۰۲ باتیستا کار خود را با لیگ WWE را آغاز کرد و نام خود را دیکان باتیستا گذاشت و با Reverend D-Von (Dudley) شروع به کار کرد. پس از مدتی او دوباره نام و چهره‌اش را تغییر داد و نام جدید خود را باتیستا گذاشت و در خارج از رینگ با WWE قراردادی جدید امضا کرد. در ۱۵ اوت سال ۲۰۰۲ در فصل نقل و انتقالات اسمک‌دان دوست باتیستا، دادلی را در پشت صحنه نقش بر زمین کرد. در هفتهٔ پس این ماجرا، باتیستا مسابقه‌ای با دیون دادلی برگزار کرد که او را شکست داد.
بعد از این ماجراها در ۴ نوامبر سال ۲۰۰۲ او به راو آمد و نام خود را دیو باتیستا گذاشت. در ۲۵ نوامبر سال ۲۰۰۲ وی به یاری ریک فلر آمد و ریک توانست کین بزرگ را مغلوب کند. باتیستا در همان سال در آرماگدون توانست کین را شکست دهد. وی در ژوئن سال بعد به گروه جدید Evolution پیوست که اعضای این گروه تریپل اچ، باتیستا، رندی اورتون و ریک فلر بودند. در فوریهٔ آن سال، باتیستا دچار یک مصدومیت شد که خیلی طول نکشید. سپس وی به‌همراه ریک فلر، در مسابقه‌ای با عنوان تگ تیم ترمویل در برابر گروه پسران دادلی شرکت کردند که سرانجام مسابقه را بردند و قهرمان جدید ورلد تگ تیم شدند. در رویال رامبل سال ۲۰۰۳، باتیستا و فلر در مسابقه Table Tornado Tag دوباره گروه دادلی‌ها را شکست دادند و از کمربند خود دفاع کردند. در ۷ فوریه سال ۲۰۰۴، در شهر سایتاما کشور ژاپن، باتیستا و فلر برای سومین بار متوالی گروه پسران دادلی را شکست دادند و دوباره از کمربند خود دفاع کردند در رسلمنیا XX که در شهر نیویورک برگزار شد، باتیستا به همراه اورتون و فلر در قالب گروه Evolution توانستند راک و میک فلوی را شکست دهند. در ۲۲ مارس همان سال، در دیترویت، باتیستا به‌همراه فلر با تگ تیم بوکر تی و روب وان دام مسابقه دادند که بازی را بردند و کمربند ورلد تگ تیم را مال خود کردند. در ونجنس سال ۲۰۰۴ باتیستا توانست کریس جریکو را شکست دهد. باتیستا در رویال رامبل سال ۲۰۰۵ در شهر فرزنو توانست جان سینا را از رینگ بیرون پرت کند و قهرمان رویال رامبل شود و در رسلمانیای آن سال برای کمربند قهرمان سنگین‌وزن جهان مبارزه کند.
باتیستا در رسلمنیا ۲۱ که در لس‌آنجلس برگزار شد توانست تریپل اچ را شکست دهد و قهرمان جدید سنگین‌وزن جهان شود. در بک‌لش سال ۲۰۰۵، دیو دوباره تریپل اچ را برد و از کمربند خود دفاع کرد. دیو در ونجنس سال ۲۰۰۵ که در لاس وگاس برگزار شد توانست تریپل اچ را برای سومین بار متوالی، در مسابقهٔ جهنم در یک سلول شکست دهد و دوباره از کمربند خود دفاع کند. چندی بعد از این ماجرا، باتیستا به اسمک‌دان رفت. در سامر اسلم سال ۲۰۰۵، باتیستا در مسابقه‌ای با نام No Holds Barred Match توانست جی‌بی‌ال را و در نو مرسی آن سال ادی گررو را شکست دهد. باتیستا در Taboo همان سال به‌جای استون کلد در مسابقهٔ مبارز خیابانی شرکت کرد و جاناتان کوچمن را مغلوب کرد. در ۱۳ دسامبر ۲۰۰۵ به همراه ری مستریو موفق شد گروه ام‌ان‌ام را شکست داده و قهرمان‌های جدید WWE Tag Team شوند همچنین باتیستا در سری بقا سال ۲۰۰۵ در مسابقه اسمک‌دان درمقابل راو، در تیم اسمک‌دان حضور داشت که توسط کین چوک اسلم خورد و شان مایکلز و راو را شکست داد. باتیستا در آرماگدون ۲۰۰۵ در مسابقهٔ قهرمان با قهرمان به همراه ری مستریو حضور داشت که در نهایت مغلوب گروه بیگ شو و کین شدند. دیو در سال ۲۰۱۴ به دنیای دبلیودبلیوئی بازگشت و برنده رویال رامبل ۲۰۱۴ شد و برای مسابقه با برندهٔ المنیشن چمبر در رسلمانیا انتخاب گردید. وی آن مسابقه را باخت. سپس گروه اولوشن (گروه قدیمی متشکل از: تریپل‌ایچ، رندی اورتون، باتیستا) را دوباره تشکیل دادند و در اکستریم رولز و پی‌بک به نبرد با گروه شیلد پرداختند و در هر دو مسابقه باختند. او پس از دو شکست متوالیشان مقابل شیلد بسیار ناراحت بود و گروه اولوشن را در راو ۲ ترک کرد. دیو باتیستا سرانجام پس از چهار سال در سال ۲۰۱۹ به کمپانی دبلیودبلیوئی بازگشت و با حمله به ریک فلر در روز تولدش، تریپل ایچ را برای رسلمانیا ۳۵ فرا خواند. وی این مسابقه را با دخالت ریک فلر، به تریپل ایچ باخت. پس از آن اعلام شد که این آخرین مسابقهٔ او در WWE خواهد بود.

## بازیگری

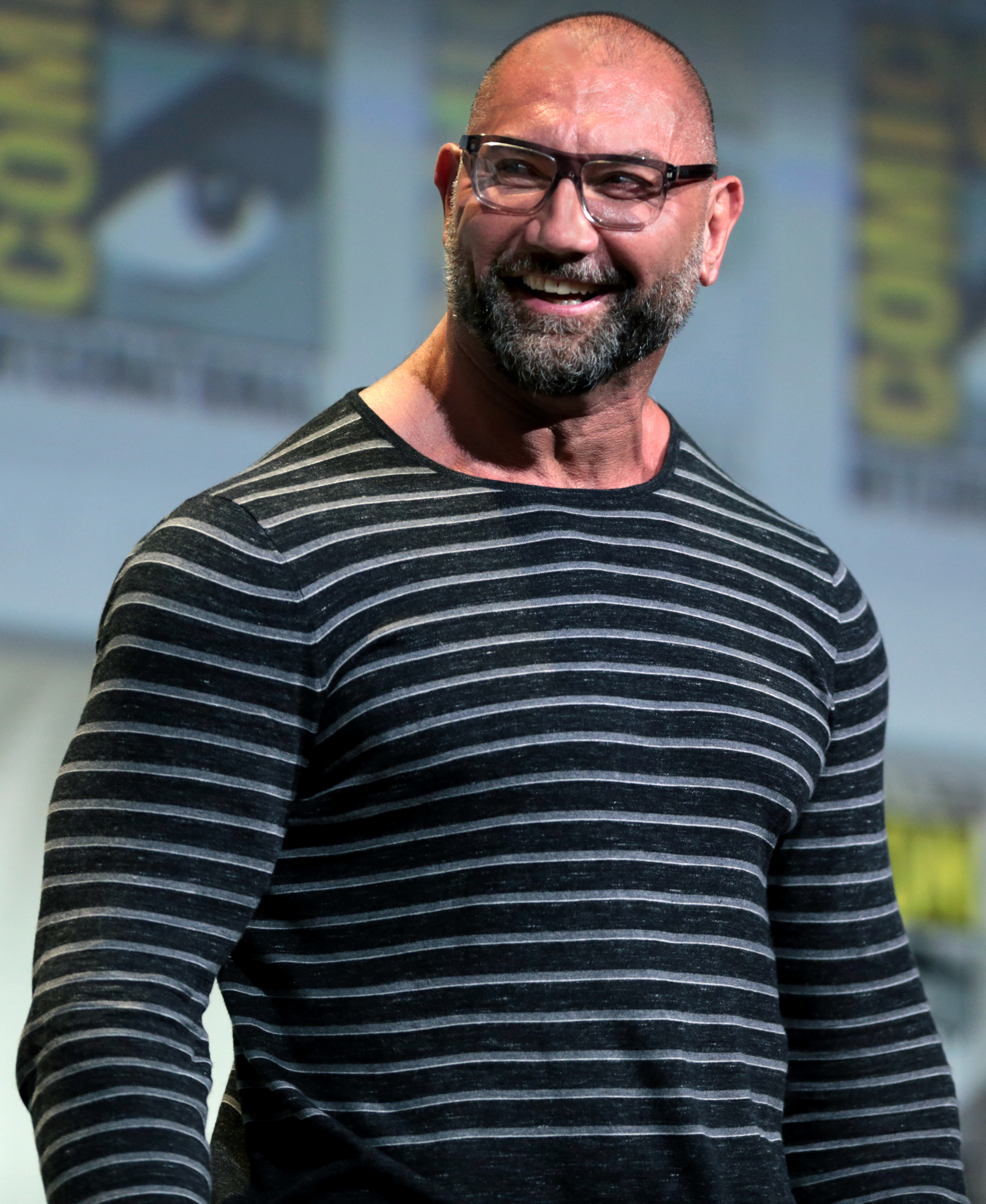
دِیو باتیستا در حال سخنرانی در کامیک-کان بین‌المللی سن‌دیگو سال ۲۰۱۶.

دیو باتیستا پس از جدا شدن از کمپانی WWE در سال ۲۰۱۰ به سینما روی آورد و در فیلم‌های بسیاری به ایفای نقش پرداخت و توانست توجه کارگردانانی همچون جمیز گان، ریدلی اسکات و … را به خود جلب کند و وارد آثار کمپانی‌های بزرگی همچون مارول، یونیورسال و وارنر برادرز شود. پس از دوئین جانسون، دیو باتیستا جز موفق‌ترین ستارگانی است که پس از خروج از دبلیودبلیوئی توانسته است به این سطح از موفقیت در هالیوود دست پیدا کند.

## فیلم‌شناسی

### فیلم
| سال  | عنوان                                      | نقش                          | توضیحات                   |
| ---- | ------------------------------------------ | ---------------------------- | ------------------------- |
| ۲۰۰۶ | غریبه‌های فامیل                             | Wrestler                     | حضور افتخاری بدون ذکر نام |
| ۲۰۰۹ | پسرم، پسرم، چه کرده‌ای؟                     | Police officer               |                           |
| ۲۰۱۰ | سمت خطر شهر                                | Big Ronnie                   |                           |
| ۲۰۱۱ | خانه آفتاب تابان                           | Ray                          |                           |
| ۲۰۱۱ | The Scorpion King 3: Battle for Redemption | Argomael                     |                           |
| ۲۰۱۲ | The Man with the Iron Fists                | Brass Body                   |                           |
| ۲۰۱۳ | ریدیک                                      | Diaz                         |                           |
| ۲۰۱۴ | نگهبانان کهکشان                            | Drax the Destroyer           |                           |
| ۲۰۱۵ | اسلشر لس آنجلس                             | The Drug Dealer #1           |                           |
| ۲۰۱۵ | اسپکتر                                     | Mr. Hinx                     |                           |
| ۲۰۱۵ | سرقت                                       | Jason Cox                    |                           |
| ۲۰۱۶ | رئیس                                       | Chad                         | حضور افتخاری بدون ذکر نام |
| ۲۰۱۶ | کیک‌بوکسور: انتقام                          | Tong Po                      |                           |
| ۲۰۱۶ | توطئه‌گران                                  | Stockwell                    |                           |
| ۲۰۱۶ | جنگ‌جویان دروازه                            | Arun the Cruel               |                           |
| ۲۰۱۷ | بوشوک                                      | Stupe                        | همچنین تهیه‌کننده اجرایی   |
| ۲۰۱۷ | نگهبانان کهکشان بخش ۲                      | درکس ویرانگر                 |                           |
| ۲۰۱۷ | ۲۰۴۸: راهی برای فرار نیست                  | Sapper Morton                | فیلم کوتاه                |
| ۲۰۱۷ | بلید رانر ۲۰۴۹                             | Sapper Morton                |                           |
| ۲۰۱۸ | انتقام‌جویان: جنگ ابدیت                     | درکس ویرانگر                 |                           |
| ۲۰۱۸ | هتل آرتمیس                                 | Everest                      |                           |
| ۲۰۱۸ | نقشه فرار ۲: جهنم                          | Trent DeRosa                 |                           |
| ۲۰۱۸ | امتیاز نهایی                               | Michael Knox                 | همچنین تهیه‌کننده          |
| ۲۰۱۸ | استاد زد: میراث ایپ من                     | Owen Davidson                |                           |
| ۲۰۱۹ | انتقام‌جویان: پایان بازی                    | درکس ویرانگر                 |                           |
| ۲۰۱۹ | استوبر                                     | Det. Victor "Vic" Manning    |                           |
| ۲۰۱۹ | نقشه فرار ۳: ایستگاه شیطان                 | Trent DeRosa                 |                           |
| ۲۰۲۰ | جاسوس من                                   | JJ                           | همچنین تهیه‌کننده          |
| ۲۰۲۱ | ارتش مردگان                                | Scott Ward                   |                           |
| ۲۰۲۱ | تلماسه                                     | Glossu Rabban                |                           |
| ۲۰۲۲ | ثور: عشق و آذرخش                           | درکس ویرانگر                 | با نام دیوید باتیستا      |
| ۲۰۲۲ | گلس آنین: یک چاقوکشی اسرارآمیز             | دوک کودی                     |                           |
| ۲۰۲۳ | درب کابین را بزن                           | لئونارد                      |                           |
| ۲۰۲۳ | Parachute                                  | برایس                        | حضور افتخاری              |
| ۲۰۲۳ | نگهبانان کهکشان بخش ۳                      | درکس ویرانگر                 |                           |
| ۲۰۲۳ | پسرک و مرغ ماهی‌خوار                        | پادشاه طوطی دم‌دراز (صداپیشه) | دوبله انگلیسی             |
| ۲۰۲۴ | تلماسه: بخش دو                             | گلوسو ربان                   |                           |
| ۲۰۲۴ | جاسوس من: شهر ابدی                         | J.J.                         |                           |
| ۲۰۲۴ | بازی قاتل                                  | جو فلود                      |                           |
| ۲۰۲۴ | آخرین شوگرل                                | ادی                          |                           |
| ۲۰۲۵ | در سرزمین‌های گمشده                         | بویس                         |                           |
| ۲۰۲۶ | Aang: The Last Airbender                   | ن/م                          |                           |
| TBA  | Trap House                                 | ن/م                          |                           |
| TBA  | Afterburn                                  | ن/م                          |                           |
| TBA  | The Wrecking Crew                          | ن/م                          | همچنین تهیه‌کننده          |

### تلویزیونی
- نگهبانان کهکشان ویژه تعطیلات (۲۰۲۲)
- دیدن (۲۰۲۱)

## افتخارات
قهرمانی سنگین‌وزن جهان (۴ بار)
کمربند دبلیودبلیوئی قهرمانی جهان (۲ بار)
کمربند OVW (۱ بار)
کمربند تگ تیم جهان (۳ بار) (۲ بار با
ری میستریو و ۱ بار با
جان سینا)
کمربند تگ تیم WWE (۱ بار)
رویال رامبل ۲۰۰۵ و ۲۰۱۴
گرفتن کمربند تگ تیم و حفظ کردن آن در برابر پسران دادلی برای ۳ بار در سال‌های ۲۰۰۳ و ۲۰۰۴
بردن د راک و میک فولی در رسلمانیا ۲۰ (۲۰۰۴) به‌همراه رندی اورتن و ریک فلر

### عناوین فردی
بردن رویال رامبل ۲۰۰۵
برنده رسلمانیا ۲۱ (۲۰۰۵) در برابر تریپل اچ سر کمربند جهانی (رسلمانیا ۲۱ یکی از مهم‌ترین رسلمانیاها بود) و بردن تریپل اچ دو بار دیگر پس از آن سر کمربند در پیپرویوهای ونجنس، بک‌لش
بزرگ‌ترین دشمنی سال ۲۰۰۵ با تریپل اچ
نگه‌داشتن کمربند برای ۲۸۲ روز در سال ۲۰۰۵
بردن یک مسابقه تگ تیم هندیکنپ تورنادو که ۲ به ۱ بود (۲ آن‌ها ۱ باتیستا) در سال ۲۰۰۵
بهترین کشتی‌گیر سال ۲۰۰۵ (King of the Year)
شکست دادن یک فوق‌ستاره در یک مسابقه و شکست رکورد کریس بنوا در ۲ دقیقه در سال ۲۰۰۵
برنده شدن در برابر بوکرتی در سریوایز سریز ۲۰۰۶ سر کمربند جهانی
حفظ کردن کمربند تگ تیم برای ۲ بار به‌همراه ری میستریو در برابر بیگ شو و کین
برنده شدن در انفورگیو ۲۰۰۷ مسابقه سه‌نفره به‌همراه کالی و ری میستریو
دفاع از کشتی کج در برابر کالی در قفس چوبی در ۲۰۰۷
حفظ کردن کمربند در سیبر کاندی ۲۰۰۷ در برابر آندرتیکر
بزرگ‌ترین دشمنی سال ۲۰۰۷ با آندرتیکر
بردن امگا در رسلمانیا ۲۴
بردن کمربند جهانی از کریس جریکو سال ۲۰۰۸
بردن کمربند WWE از رندی اورتن در اکستریم رولز ۲۰۰۹ در قفس استیل
بردن کمربند WWE از جان سینا در المیشن چمبر ۲۰۱۰ (یک به یک)
هال اف فیمر WXW در سال ۲۰۱۳

### دیگر افتخارات
بردن کین در پیپر ویو آرماگدون ۲۰۰۲
بردن کریس جریکو در ونجنس ۲۰۰۴
بردن جان سینا در سامر اسلم ۲۰۰۸
بردن جی‌بی‌ال در سال ۲۰۰۵
بردن ادی گررو در نو مرسی ۲۰۰۵
سرکوب‌ها در دوران کشتی
بردن کین بیش از ۴ بار
بردن تریپل اچ بیش از ۵ بار
بردن کریس جریکو بیش از ۵ بار
بردن رندی اورتن بیش از ۵ بار و ۲ بار به صورت تگ تیم
بردن جی‌بی‌ال بیش از ۳ بار و ۱ بار به صورت تگ تیم
بردن جان سینا بیش از ۳ بار و ۱ بار در OVW (البته جان سینا هم ۳ بار وی را برد که تقریباً مساوی شدند)
بردن پسران دادلی ۳ بار سر کمربند با ریک فلر
بردن بیگ شو برای ۳ بار (یک بار در OVW در سال ۲۰۰۰)
بردن کالی برای ۳ بار

### دفاع‌ها
دفاع از کمربند تگ تیم با ریک فلر در سال ۲۰۰۳ برای ۳ بار
دفاع از کمربند قهرمانی سنگین‌وزن جهان در برابر تریپل اچ برای سه بار در سال ۲۰۰۵
دفاع از کمربند قهرمانی سنگین‌وزن جهان در برابر رندی اورتون در راو
دفاع از کمربند قهرمانی سنگین‌وزن جهان در برابر اج در سال ۲۰۰۵
دفاع از کمربند قهرمانی سنگین‌وزن جهان در برابر ادی گررو در سال ۲۰۰۵
دفاع از کمربند قهرمانی سنگین‌وزن جهان در برابر جی‌بی‌ال در سال ۲۰۰۵
دفاع از این کمربند در برابر فینلی در سال ۲۰۰۶
دفاع در برابر بوکرتی در سال ۲۰۰۶
دفاع در برابر مستر کندی
دفاع از کمربند قهرمانی سنگین‌وزن جهان در برابر اندرتیکر در سال ۲۰۰۷ در سایبر ساندی
دفاع از این کمربند در مسابقه جهنم در یک سلول در سال ۲۰۰۷
دفاع از کمربند قهرمانی سنگین‌وزن جهان در برابر کریس جریکو در سال ۲۰۰۸
دفاع از کمربند WWE در برابر رندی اورتن در سال ۲۰۰۹
دفاع از کمربند WWE در برابر جان سینا در سال ۲۰۱۰